# إيري كامي
إيري كامي (باليابانية: 亀井絵里) (و. 1988 – م) هي مغنية، وعارضة، من اليابان، ولدت في أراكاوا، طوكيو.

## روابط خارجية
- إيري كامي على موقع IMDb (الإنجليزية)
- إيري كامي على موقع ميوزك برينز (الإنجليزية)
- إيري كامي على موقع ديسكوغز (الإنجليزية)
- إيري كامي على موقع قاعدة بيانات الفيلم (الإنجليزية)